# NGC 188
NGC 188은 세페우스자리에 있는 산개성단이다. 1825년에 존 허셜에 의해 발견되었다.
몇백 만 년 동안 우리은하의 중력 상호 작용으로 성간이 멀어지는 대부분의 다른 산개 성단과는 달리, 우리 은하 위에 수평으로 펼쳐져 있고, 오래된 산개 성단 중의 하나이다. 나이는 약 68억 년이다..